# Technische Universität Lissabon

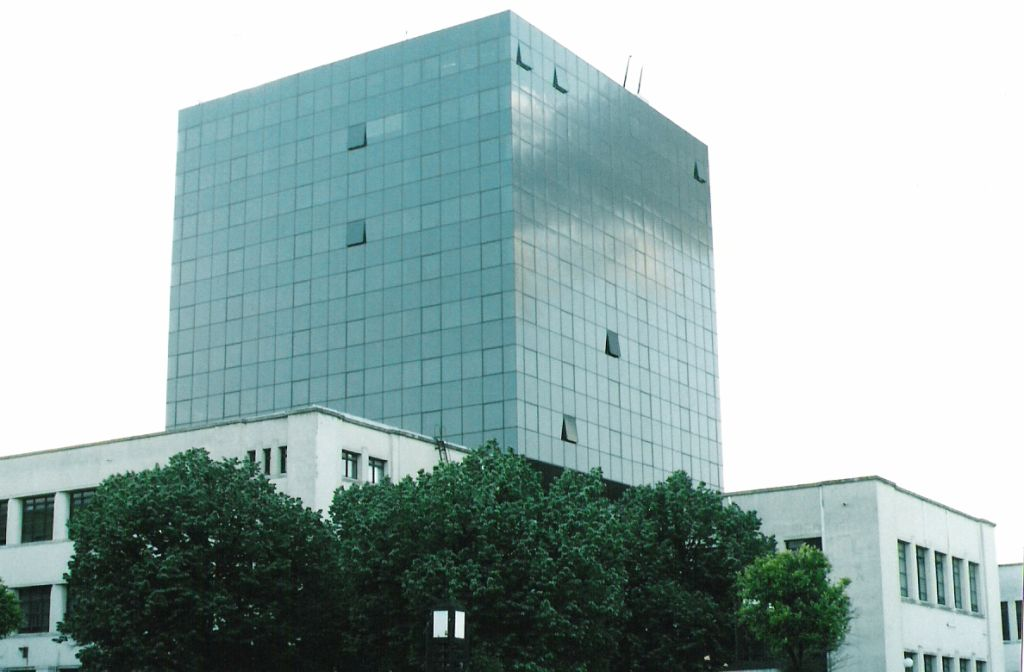
Der Torre Norte des Ingenieurswissenschaftlichen Instituts

Die Technische Universität Lissabon (portugiesisch: Universidade Técnica de Lisboa), kurz UTL, war eine staatliche Technische Universität mit Sitz in Lissabon. Mit rund 18.800 Studenten und weiteren 2300 Master-Studenten in sieben Fakultäten zählte sie zu den größten Universitäten Portugals. Sie war Mitglied des CLUSTER-Konsortiums und des Universitätsnetzwerks CESAER.
Die Gründung erfolgte 1930; zuletzt gab es sieben Fakultäten und Institute, die aus früheren selbständigen Hochschuleinrichtungen der Stadt hervorgegangen waren. Rektor der Universität war José Dias Lopes da Silva.
Mit Gesetz vom 31. Dezember 2012 wurde die Technische Universität Lissabon mit der Universität Lissabon zur neuen Universität Lissabon (Universidade de Lisboa) fusioniert.

## Hochschuleinrichtungen
- Architekturfakultät FA  (die Faculdade de Arquitectura),
- Ingenieurswissenschaftliches Institut IST  (das Instituto Superior Técnico),
- Agrarwissenschaftliches Institut ISA  (das Instituto Superior de Agronomia),
- Sozial- & Politikwissenschaftliches Institut ISCSP  (das Instituto Superior de Ciências Sociais e Políticas),
- Sportwissenschaftliche Fakultät FMH  (die Faculdade de Motricidade Humana),
- Veterinärmedizinische Fakultät FMV  (die Faculdade de Medicina Veterinária) und
- Wirtschaftswissenschaftliches Institut ISEG  (das Instituto Superior de Economia e Gestão)

## Bekannte Absolventen
- Mariano Gago (1948–2015), portugiesischer Ingenieur und Politiker
- António Guterres (* 1949), portugiesischer Politiker
- José Mourinho (* 1963), portugiesischer Fußballtrainer
- Matías Boavida, osttimoresischer Hochschullehrer und Politiker
- Marçal Avelino Ximenes, osttimoresischer Hochschullehrer und Politiker

## Bekannte Professoren
- Gonçalo M. Tavares